# シルヴィオ・ペッリコ
シルヴィオ・ペッリコ(イタリア語: Silvio Pellico、1789年6月25日 - 1854年1月31日)は、イタリアのイタリア統一運動時代の作家、詩人、愛国者である。イタリア統一運動の初期に活躍し、ロマン主義の文学雑誌『コンチリアトーレ』を創刊した。

## 生涯

### 初期

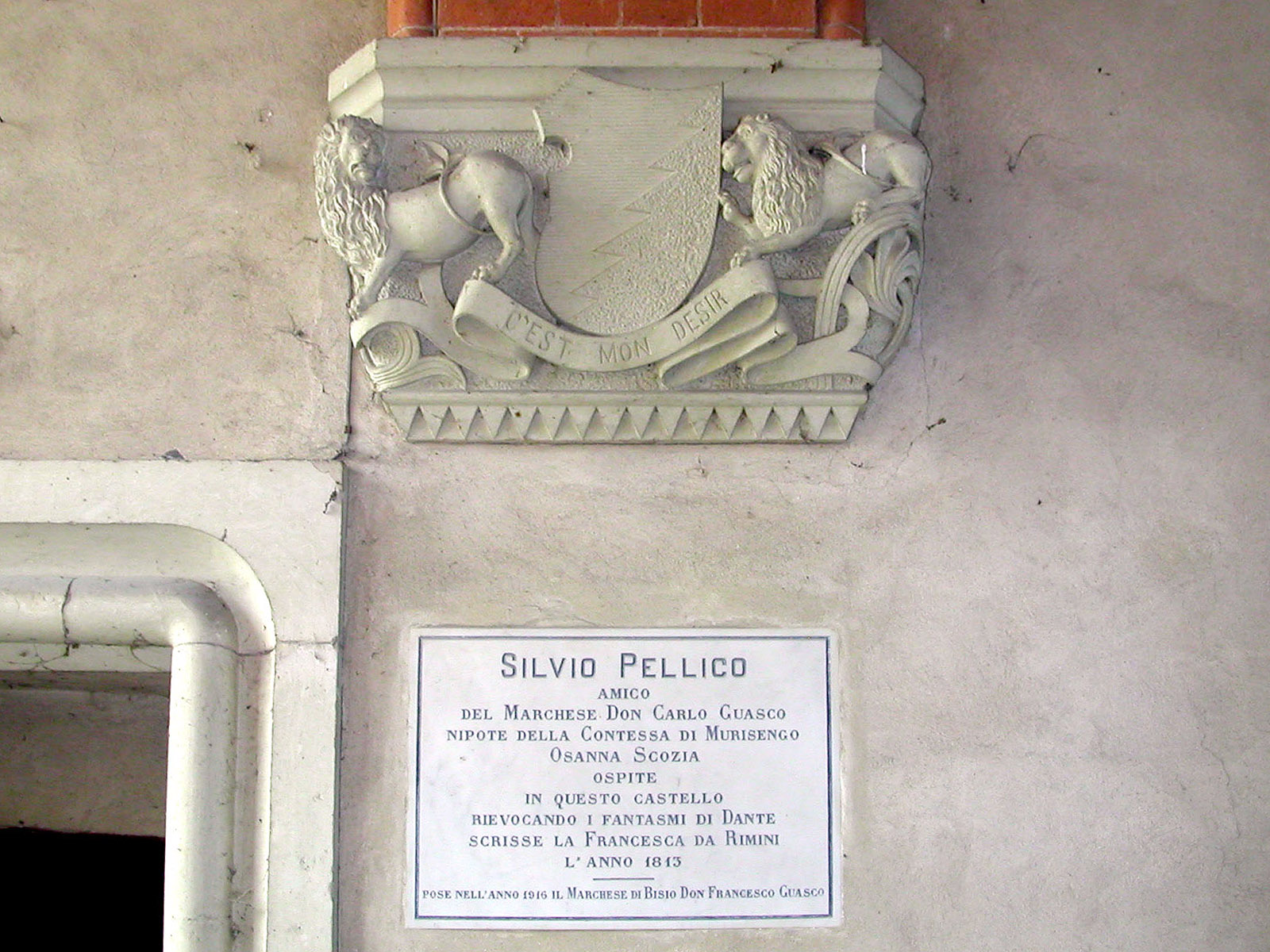
シルヴィオ・ペッリコがムリゼンゴに滞在したことを示す銘板

1789年6月25日、サルデーニャ王国のサルッツォに生まれた。幼少期は4人兄弟全員が敬虔なカトリック教徒である母親から献身的なカトリック教育を受けて育ち、兄であるフランチェスコ・ペッリコはイエズス会士になった。一方でシルヴィオ・ペッリコは宗教よりも古典主義的な文学や芸術、言語学などに興味を示し、一時フランス語を学ぶためにイタリアを離れてフランスのリヨンに渡っていたがその間にウーゴ・フォスコロやヴィットーリオ・アルフィエーリの熱烈な支持者となった。
1809年、イタリア王国帰国後は家族とともにミラノに定住してイタリア王国戦争省に就職し、陸軍士官学校のフランス語教師を務めた。教師として働く傍らでは新古典主義に触れ、敬愛していたウーゴ・フォスコロやヴィンチェンツォ・モンティを頻繁な交流を持つようになる。

### 作家として

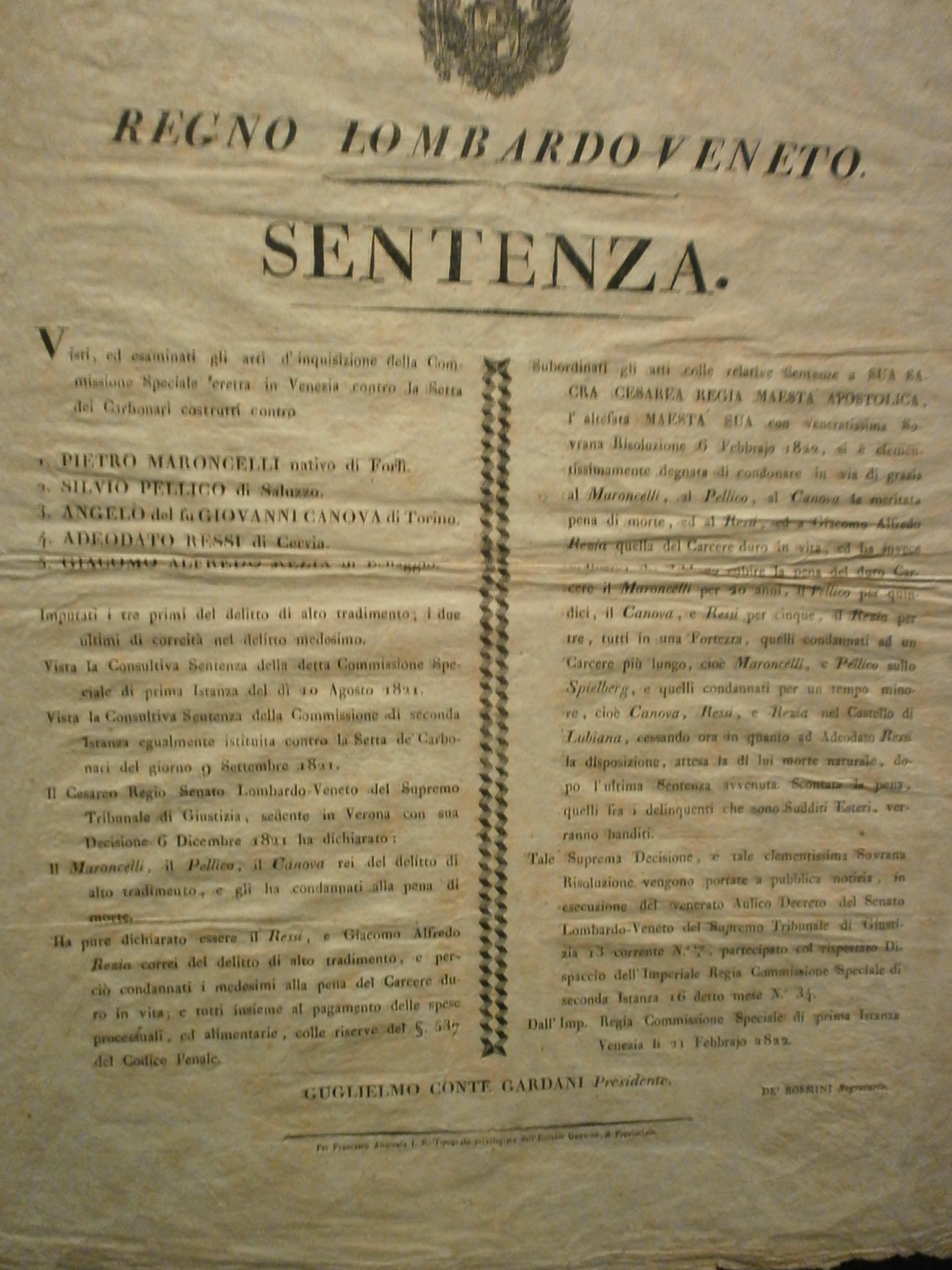
シルヴィオ・ペッリコとピエーロ・マロンチェッリの死刑判決文

1814年にはナポレオン体制が事実上崩壊し、イタリア王国での公職を失った。すると執筆活動に勤しむようになり、悲劇『フランチェスカ・ダ・リミニ』（『Francesca da Rimini』）を出版してこれが大きな反響を呼び、愛国的文学者たちとの交流を深めていく。また1816年にはミラノ近郊のアルルーノに移り住み、起業家ルイージ・ポロ・ランベルテンギの息子ジュリオ・ポロ・ランベルテンギの家庭教師を任される。ほかにもフェデリーコ・コンファロニエリ、ジョバンニ・ベルシェ、ジャン・ドメニコ・ロマニョーシなどとも出会った。こうして処女作が評価を受けたことをきっかけに初期リソルジメントの志士たちとの接点が多くなり、ペッリコもまた愛国的文学へと傾倒していくようになる。
1816年からはロンバルド＝ヴェネト王国の首都ミラノで、ビブリオテーカ＝イタリアーナ誌が発刊される。これはドイツ文学を始めとする外国文学の浸透を通じてイタリア文学への固執を止めさせ反ゲルマン主義を忘れ去れることが目的で、オーストリア帝国により創刊された文学雑誌であった。執筆者は糾合された文学者たちでそれにはペッリコも含まれており、彼の作品『フランチェスカ・ダ・リミニ』（『Francesca da Rimini』）はここでも大きく話題となった。しかし、この雑誌は元来古典主義的なものであったが、当時プロイセン王国やオーストリア帝国ではロマン主義的風潮が流行っていた。この雑誌はオーストリア帝国の思惑に反してそのロマン主義のイタリア流入を齎してしまい、雑誌の執筆者たちは古典主義とロマン主義で対立。激しい論争の末、ロマン主義者のたちはビブリオテーカ＝イタリアーナ誌を脱退した。
その脱退者の中心人物となったのがペッリコである。ペッリコはもう一人、ロマン主義者の中心人物であったジョバンニ・ベルシェと協力し、かつて家庭教師として自分を雇っていたルイージ・ポロ・ランベルテンギや秘密結社フェデラーティの黒幕的存在であった開明貴族フェデリーコ・コンファロニエリの資金援助を受けて、ロマン主義の文学雑誌『コンチリアトーレ』を創刊した。この雑誌で扱われる内容は決して革命的なものではなかったが、オーストリア帝国の意に反して創刊された事や、露骨に愛国的な文学者を執筆者として多数抱えていた事情からオーストリア帝国に常に警戒される事となった。

### 逮捕・投獄

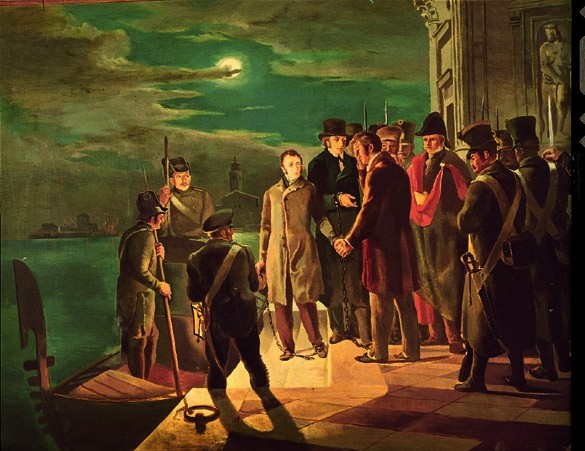
有罪判決を受けたシルヴィオ・ペッリコとピエーロ・マロンチェッリが移送を開始する様子

1820年、コンチリアトーレの執筆者の一人であるたピエーロ・マロンチェッリが弟に宛てた手紙がオーストリア帝国当局に発見された。その内容は創刊者ペッリコのカルボナリ入党の儀についてであり、これによりペッリコはピエーロ・マロンチェッリやコンチリアトーレの主要執筆者であるジャン・ドメニコ・ロマニョーシ、メルキオーレ・ジョイアなどとともに10月13日に逮捕された。これによりコンチリアトーレは主導者や創業者を失うという形で弾圧された。
ペッリコはその後、ヴェネツィアのピオンビと呼ばれる刑務所に収監され、1822年にようやくペッリコ・マロンチェッリ裁判と呼ばれる公的な裁判が開かれた。そこではまずペッリコとマロンチェッリの二人は死刑が宣告されたが、まもなく二人とも減刑されマロンチェッリは禁固20年、ペッリコは禁固15年となった。刑が確定したのち、オーストリア帝国が支配するモラヴィアのブルノにある、刑務所として利用されていたスピルバーグ要塞に移送された。この施設は逮捕されたイタリア人愛国者の多くが収監される刑務所であり、収監中はアントニオ・フォルトゥナート・オロボーニなどと親しくなっている。
1830年にはさらに減刑されてペッリコは釈放されたが、その後過酷な刑務所体験を記した『我が牢獄』はイタリア統一運動に際して反オーストリア帝国感情の高揚に多大な貢献をした。またオーストリア帝国の刑務所における囚人への過酷な刑罰が世間に明かされたことから政府は国際的な非難も受けており、メッテルニヒは、この本がオーストリア帝国に与えた損害は戦争の敗北よりも大きなものであったと述べている。

### 晩年
我が牢獄発表後はロマン主義文学の執筆に人生を捧げた。またその過程でチェザーレ・バルボやカミッロ・カヴール、カルロ・アルベルトなど、次代のリソルジメントの志士たちと結びつきを強めていったが直接的な革命活動に参画する事はなかった。そして1854年1月31日、トリノにて死亡した。